# Vizslás
Vizslás là một thị trấn thuộc hạt Nógrád, Hungary. Thị trấn này có diện tích 10,12 km², dân số năm 2010 là 1321 người, mật độ 131 người/km².